# Berotha borneensis
Berotha borneensis is een insect uit de familie van de Berothidae, die tot de orde netvleugeligen (Neuroptera) behoort. 
Berotha borneensis is voor het eerst wetenschappelijk beschreven door Navás in 1912.